# Mark Hollis
Mark David Hollis, född 4 januari 1955 i Tottenham i London, död 25 februari 2019, var en brittisk (engelsk) musiker, sångare och låtskrivare. Han uppnådde kommersiell framgång under 1980-talet som sångare med synthpop/postrock-bandet Talk Talk, men lämnade musikbranschen efter sitt hyllade soloalbum 1998.

## Biografi
Mark Hollis föddes och växte upp i norra London. Han talade inte mycket om sitt privatliv och bakgrund, men han sägs ha studerat en aldrig fullbordad kurs i barnpsykologi vid Sussex University. Hans äldre bror Ed Hollis, som var låtskrivare och producent för pubrockbandet Eddie and the Hot Rods, inspirerade honom till att ge sig in i musikbranschen. Mark Hollis första band The Reaction gav 1978 ut en singel i punkrockens anda.
Med Ed Hollis hjälp satte Mark Hollis samman gruppen Talk Talk. Bandet fick skivkontrakt med EMI och sammanfördes med producenten Colin Thurston för att spela in sitt debutalbum. Talk Talk fick med sin syntpopstil stora kommersiella framgångar under det tidiga 1980-talet, men från och med det tredje albumet The Colour of Spring från 1986 fjärmade gruppen sig allt mer från traditionell pop och rockmusik och övergick till en mer experimentell stil. Efter det kritikerrosade men okommersiellt utformade albumet Spirit of Eden bröt EMI kontraktet med gruppen. Efter att givit ut ytterligare ett album lades Talk Talk ned i början av 1990-talet och Mark Hollis bestämde sig att tillbringa tid med sin familj, fru och två söner, på landsbygden i Suffolk.
År 1998 gav han ut sitt första och enda soloalbum, Mark Hollis. Därefter drog han sig nästan helt tillbaka från musikbranschen. 2012 komponerade han ett stycke musik till Kelsey Grammers tv-drama Boss.
Mark Hollis avled den 25 februari 2019. Hans inflytande hyllades av en lång rad musiker.

## Solodiskografi
- 1998 – Mark Hollis

Talk Talk, 1981-1991
- 1982 – The Party's Over
- 1984 – It's My Life
- 1986 – The Colour of Spring
- 1988 – Spirit of Eden
- 1991 – Laughing Stock